# Leo Stern
Pour les articles homonymes, voir Stern.
Répertoire
Concerto pour violoncelle en si mineur d'Antonín Dvořák
Leo Stern, né Leopold Laurent Stern le 5 avril 1862 à Brighton et mort le 10 septembre 1904 à Londres, est un violoncelliste britannique, surtout connu pour être le soliste lors de la création à Londres du Concerto pour violoncelle en si mineur d'Antonín Dvořák en 1896.

## Biographie
Le père de Leo Stern d'origine allemande était un violoniste et chef d'orchestre de la Brighton Symphony Society, et sa mère une pianiste anglaise. Leo a d'abord étudié la chimie à la South Kensington School of Chemistry, tout en étudiant le violoncelle en privé avec Hugo Daubert. Il a travaillé dans une entreprise de Thornliebank (en) près de Glasgow de 1880 à 1883, mais a abandonné la chimie et est entré à la Royal Academy of Music, où il a étudié le violoncelle avec Alessandro Pezze puis Carlo Alfredo Piatti. Il a pris plus tard des leçons à Leipzig avec Julius Klengel et Karl Davidov,.
Il s'est produit avec Adelina Patti (dans sa tournée de 1888), Émile Sauret et Ignacy Paderewski. À Paris, il a joué avec Jules Massenet, Benjamin Godard et Francis Thomé. Il était un favori de la reine Victoria et a souvent joué au château de Windsor, à celui de Balmoral et à Osborne House.
En 1895, il a visité Prague, où son jeu a été apprécié par Antonín Dvořák. Le Concerto pour violoncelle en si mineur de Dvořák venait récemment d'être terminé et était dédié à Hanuš Wihan. Dvořák ne voulait personne d'autre que Wihan pour le jouer en public pour la première fois. Cependant c'est Leo Stern qui a eu cet honneur (il existe des versions contradictoires sur la façon s'est effectué ce changement). La création a eu lieu le 19 mars 1896, au Queen's Hall de Londres, sous la baguette du compositeur. Stern a joué le concerto à Prague (trois semaines plus tard, à nouveau dirigé par Dvořák), au Gewandhaus de Leipzig (il a été le premier anglais jamais invité à jouer là-bas) et avec l'Orchestre philharmonique de Berlin. Plus tard, il a été demandé pour le jouer devant l'Empereur Guillaume II à Potsdam. En 1897-1898, il a visité les États-Unis (où il a joué avec l'orchestre de Theodore Thomas à Chicago, l'Orchestre symphonique de Boston et l'Orchestre philharmonique de New York). Il a joué la première à New York du Concerto pour violoncelle de Dvořák le 5 mars 1897. Il s'est également produit au Canada.
Leo Stern a composé des mélodies légères, dont certaines (Coquette) ont été enregistrées par son épouse Suzanne Adams.
Leo Stern est mort à Londres le 10 septembre 1904 à 42 ans.
Il y a maintenant un prix Leo Stern, décerné par le Royal College of Music.

## Instruments
Stern a utilisé trois violoncelles dans sa carrière:
- un violoncelle de Johannes Florenus Guidantus;
- le Stradivarius « General Kyd », décrit comme « le plus grand violoncelle ayant existé », qui lui a été présenté par un groupe d'admirateurs avec à leur tête Lord Amherst de Hackney[4];
- le Stradivarius « Baudiot » (détenu plus tard par Gregor Piatigorsky).

## Vie privée
Leo Stern a été marié deux fois, les deux fois avec des femmes d'origine américaine. En 1894, il a épousé Nettie Carpenter (vers 1869-?), une violoniste qui avait été enfant prodige et qui avait obtenu le premier prix au Conservatoire de Paris. Elle avait étudié avec Pablo de Sarasate, qui était le parrain de son enfant (vraisemblablement issu de son premier mariage),. Ils ont divorcé, et en 1898, Leo Stern a épousé Suzanne Adams, une soprano colorature bien connue.

## Source de la traduction
- (en) Cet article est partiellement ou en totalité issu de l’article de Wikipédia en anglais intitulé « Leo Stern » (voir la liste des auteurs).